# 蝹
蝹，中國古代妖怪之一，食死人腦，在《搜神记》中有詳細記載。

## 出處
秦穆公時，陳倉人掘地，得物，若羊非羊，若豬非豬。牽以獻穆公。道逢二童子，童子曰：「此名為蝹。常在地，食死人腦。若欲殺之，以柏插其首。」蝹曰：「彼二童子，名為陳寶。得雄者王，得雌者伯。」陳倉人舍媼逐二童子，童子化為雉，飛入平林。陳倉人告穆公，穆公發徒大獵，果得其雌。又化為石。置之汧、渭之間，至文公時，為立祠陳寶。其雄者飛至南陽。今南陽雉縣，是其地也。秦欲表其符，故以名縣。每陳倉祠時有赤光，長十餘丈，從雉縣來，入陳倉祠中，有聲殷殷如雄雉。其後，光武起於南陽。

## 概要
春秋時代秦穆公當政之時，陳倉地方的人挖掘地面，捕獲了一隻名為「蝹」的妖怪，喜食人腦。「蝹」似羊非羊，似豬非豬，棲息於地底下。每當有人死後被埋葬在地下，牠就會在地底潛行移動到下葬的地點，開始吸食死屍的腦汁。遇到這種妖怪，可以用柏木的樹枝插進牠的腦袋，就可以制伏牠不再作怪。